# آلساندرو مالاگوتی
آلساندرو مالاگوتی (ایتالیایی: Alessandro Malaguti؛ زادهٔ ۲۲ سپتامبر ۱۹۸۷) دوچرخه‌سوار اهل ایتالیا است.
از باشگاه‌هایی که در آن رکاب زده‌است می‌توان به اندرونی جوکاتولی–سیدرمک و نیپو–وینی فانتینی اشاره کرد.